# Niel (Belgique)
Pour les articles homonymes, voir Niel.
Niel est une commune néerlandophone de Belgique située en Région flamande, dans la province d'Anvers.

## Héraldique
|  | La commune possède des armoiries qui lui ont été octroyées le 23 juin 1877 et confirmées le 13 octobre 1993. Elles sont inspirées du plus ancien sceau du village, datant du XIVe siècle et utilisé jusqu'à la fin du XVIIIe siècle. Les armoiries sont celles de la famille Berthout qui, au XIVe siècle, dirigeait la région du Land van Mechelen (Pays de Malines - Heerlijkheid Mechelen), à laquelle appartenait Niel. Pour distinguer le sceau des nombreux autres utilisant les mêmes armoiries, une lettre « n » a été ajoutée au-dessus des armoiries. En 1993, le blason a été mis à jour, mais les armoiries sont restées inchangées. Blasonnement : D'or aux trois pals de gueules. L'écu sommé de la lettre gothique d'or N. (Traduction libre) Source du blasonnement : Heraldy of the World. |

## Démographie

### Évolution démographique
Graphe de l'évolution de la population de la commune.
- Source : DGS - Remarque : 1806 jusqu'à 1981 = recensement ; depuis 1990 = nombre d'habitants chaque 1er janvier[2]

## Patrimoine
- Château de Niel

## Personnalité liée à la commune
- Jan Decleir (1946-), acteur.
- Roger Ilegems (1962-), champion olympique de cyclisme.